# Nuuanu muelleri
Nuuanu muelleri is een vlokreeftensoort uit de familie van de Nuuanuidae. De wetenschappelijke naam van de soort is voor het eerst geldig gepubliceerd in 1976 door Ortiz.